# Arinul negru
Arinul negru (Alnus glutinosa), sau aninul, este un arbore mărimea I-a cu frunze căzătoare, alterne, ovate sau subrotunde, cu vârf obtuz, trunchiate pe margine, întregi spre bază, în rest neregulat dințate sau lobulate. Toamna, frunzele au o culoare negricioasă. Florile masculine, grupate în amenți lungi, și cele feminine, grupate în amenți mici, ovali, sunt polenizate de către vânt. Bractele lignificate ale amenților feminini — care se deschid la maturitate lăsând semințele sa cadă — rămân pe ramuri după căderea fructelor (nucule) ca niște conuri de conifere.

## Răspândire
Se găsește prin păduri umede, în lungul văilor de la câmpie și până în regiunea dealurilor.

## Galerie de imagini

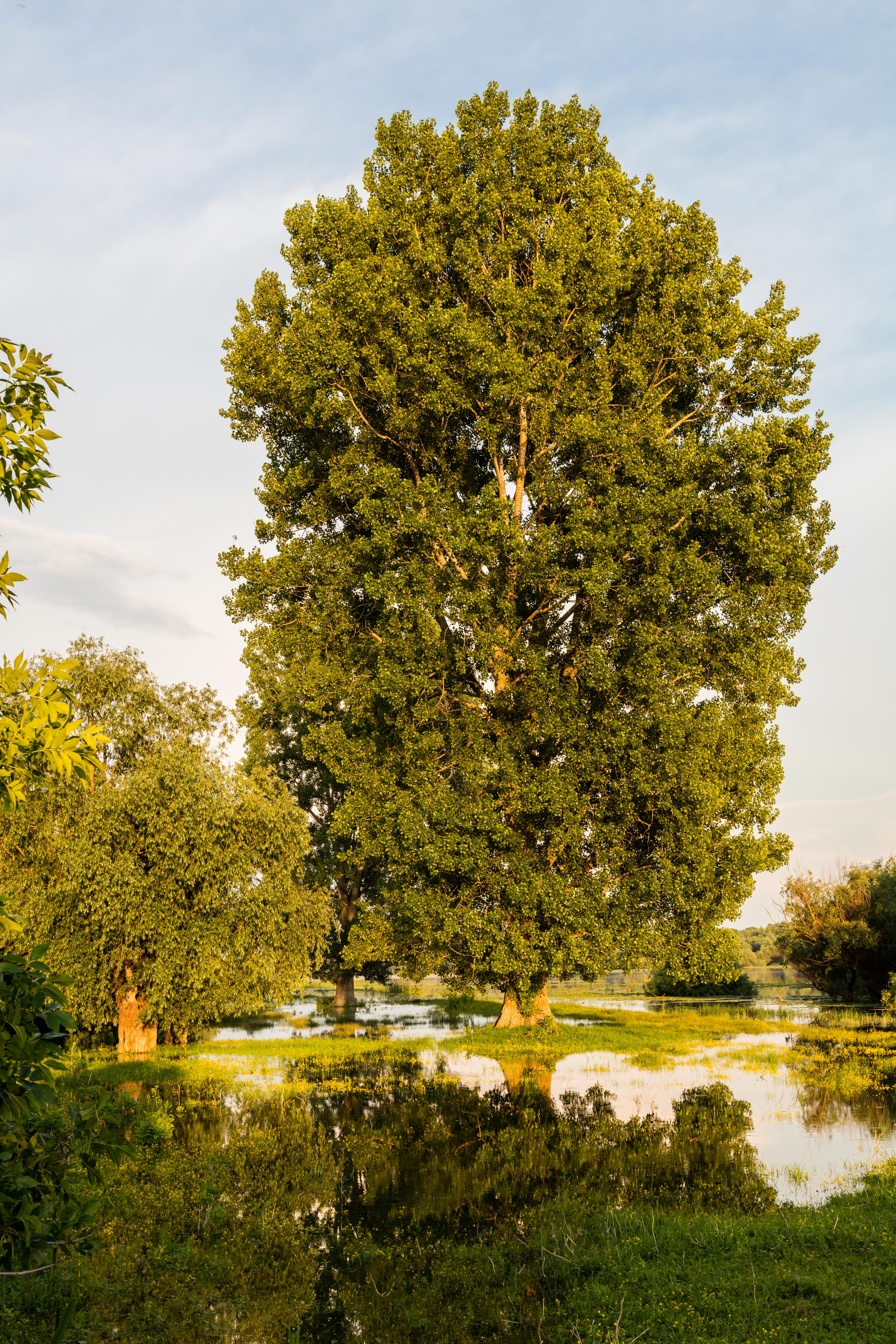
Arinul negru, Dunărea Veche, Brațul Măcin.
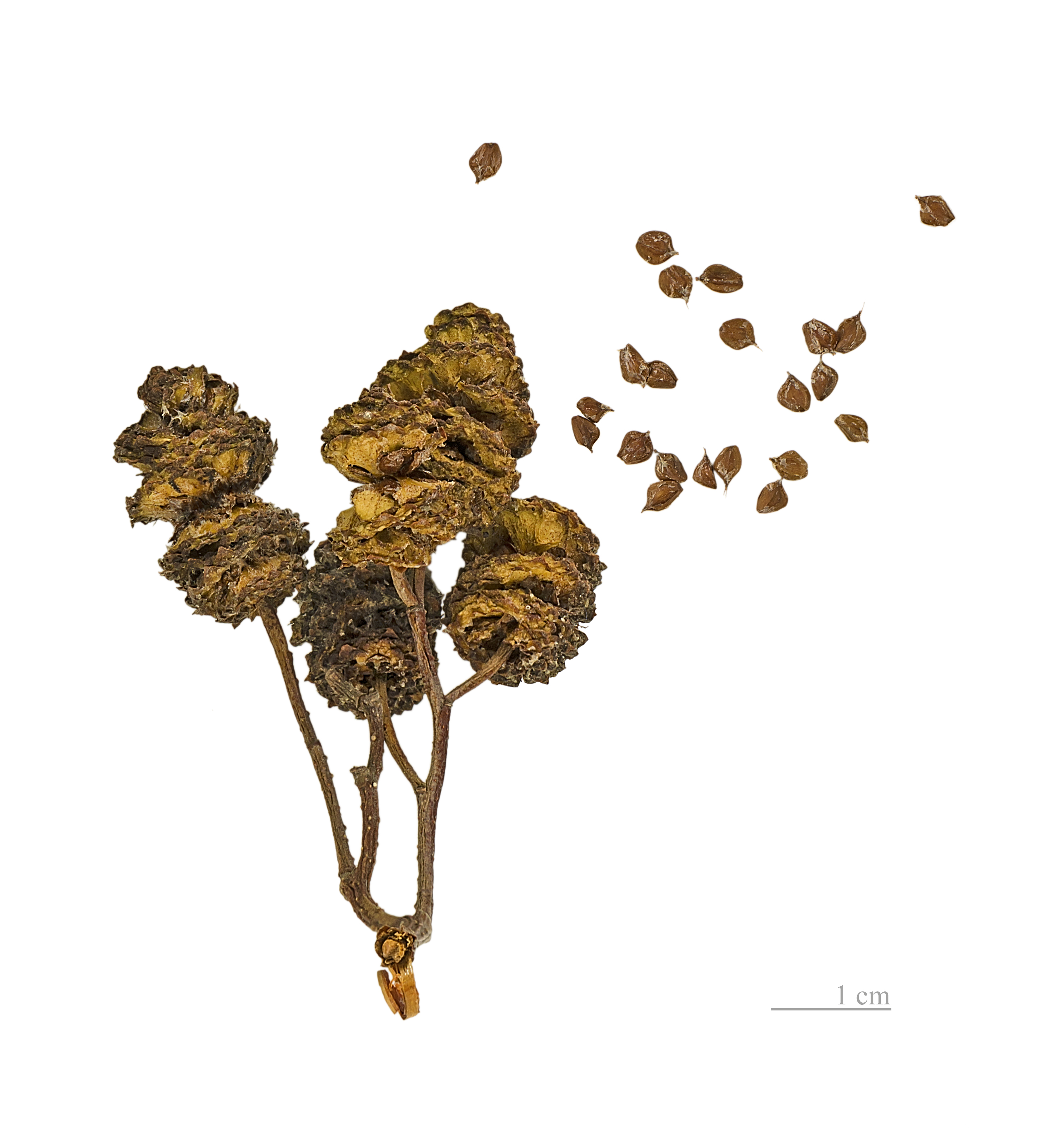
Alnus glutinosa